# Лановецький зоологічний сад
Ланове́цький зооботсад — зоологічний парк місцевого значення в Україні. Розташований у місті Ланівці Кременецького району Тернопільської області. 
Площа — 10 га. Заснований 1988 року на базі територіального парку культури і відпочинку. Оголошений об'єктом природно-заповідного фонду рішенням Тернопільської обласної ради від 25 квітня 1996 року № 90. Перебуває у віданні МП «Екос». 
У зоопарку проживають близько 56 видів фауни, з них 12 видів ссавців, 37 — птахів, 5 — земноводних, 2 — риб, зокрема страус нанду, ему звичайний, олень плямистий, журавель, фазан срібний. Особливо цінний тхір степовий, занесений до Червоної книги України.
У Лановецькому зоологічному саду організована екологічна освітньо-виховна робота, це база для створення експозиції екзотичних та місцевих видів тварин, розробки наукових основ їх розведення в неволі.

## Галерея

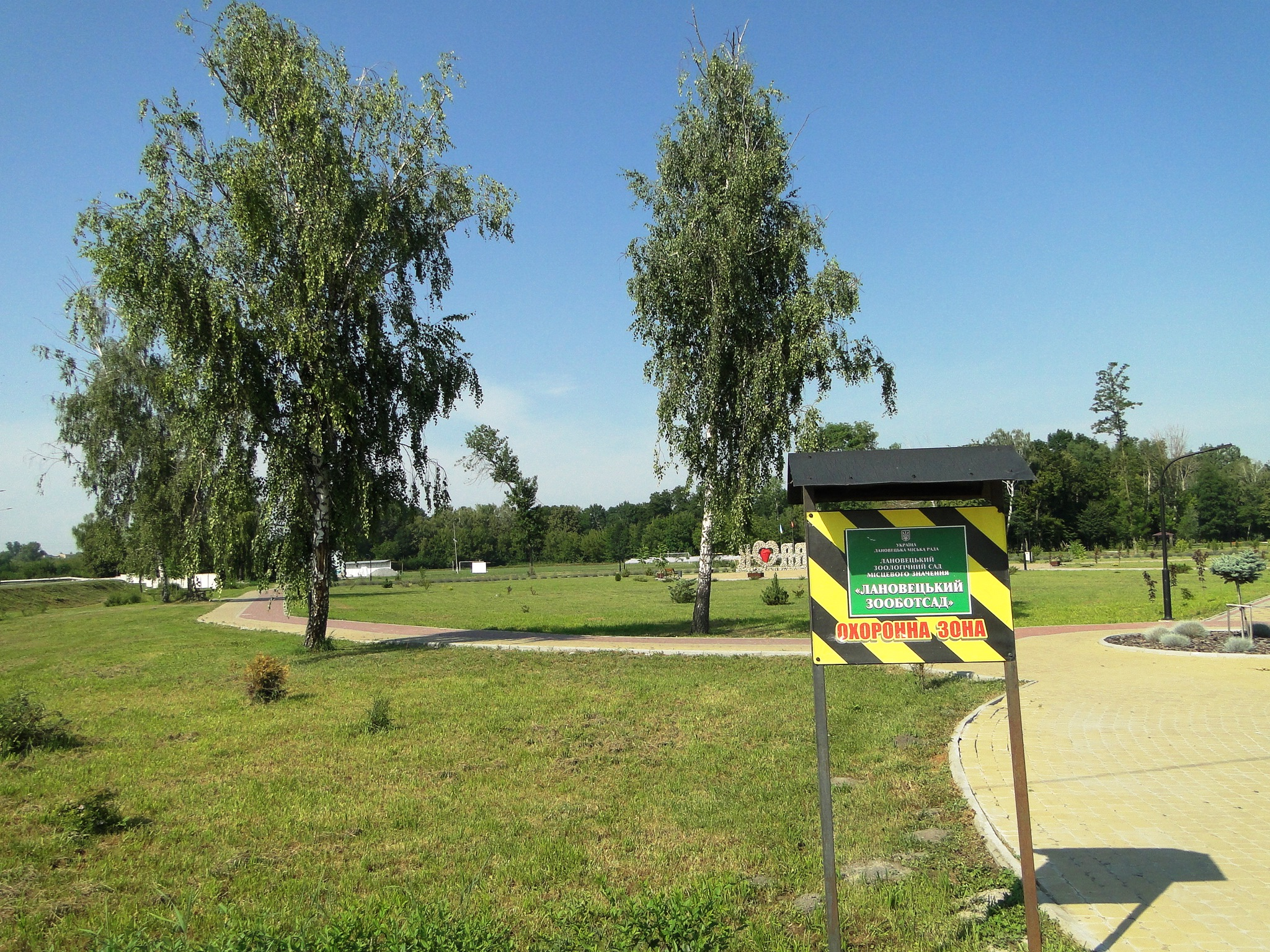
Лановецький зооботсад
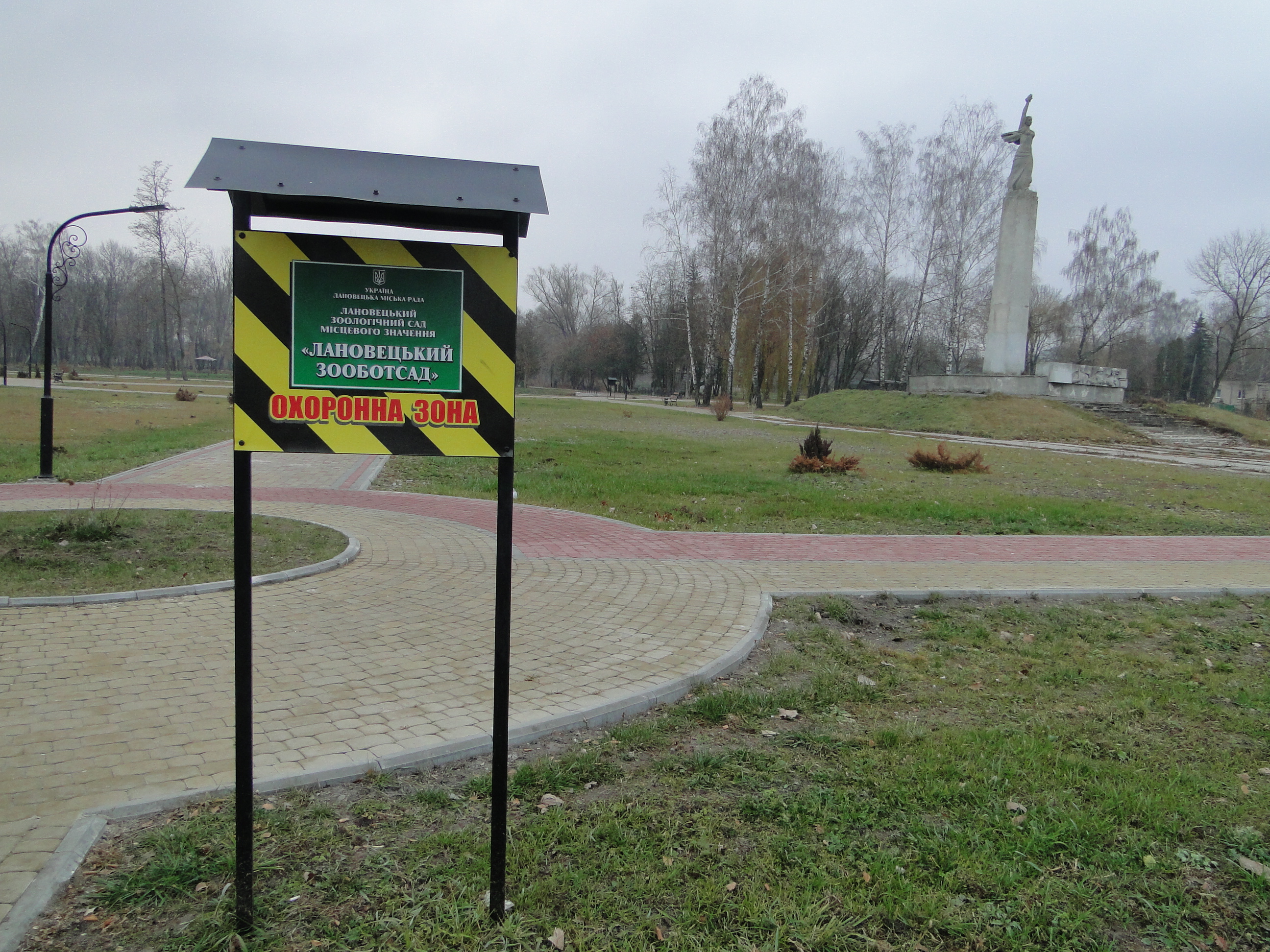
Лановецький зооботсад